# Lijst van olympische records schaatsen
Dit is een lijst van olympische schaatsrecords die de huidige records vermeldt.
Tijdens de laatste Winterspelen, die van Peking in 2022, werden tien van de twaalf bestaande olympische records gebroken

## Mannen
| Afstand                  | Schaatser                                         | Nationaliteit   | Tijd     | Datum      | Baan           | Rondetijden |
| ------------------------ | ------------------------------------------------- | --------------- | -------- | ---------- | -------------- | --- |
| 500 meter                | Gao Tingyu                                        | China           | 34,32    | 12-02-2022 | Peking         | 100m: 09,74 - (09,42) 500m: 34,32 - (24,90) |
| 1000 meter               | Gerard van Velde                                  | Nederland       | 1.07,18  | 16-02-2002 | Salt Lake City | 200m: 0.16,33 - (16,33) 600m: 0.41,00 - (24,67) 1000m: 1.07,18 - (26,18) |
| 1500 meter               | Kjeld Nuis                                        | Nederland       | 1.43,21  | 08-02-2022 | Peking         | 300m: 0.23,42 - (23,42) 700m: 0.48,52 - (25,10) 1100m: 1.14,77 - (26,25) 1500m: 1.43,21 - (28,44) |
| 5000 meter               | Nils van der Poel                                 | Zweden          | 6.08,84  | 06-02-2022 | Peking         | 200m: 0.19,61 - (19,61) 600m: 0.48,71 - (20,10) 1000m: 1.17,72 - (29,01) 1400m: 1.46,98 - (29,26) 1800m: 2.15,94 - (28,96) 2200m: 2.44,94 - (29,00) 2600m: 3.13,94 - (29,00) 3000m: 3.43,27 - (29,33) 3400m: 4.12,56 - (29,19) 3800m: 4.41,88 - (29,32) 4200m: 5.10,86 - (28,98) 4600m: 5.39,87 - (29,01) 5000m: 6.08,84 - (28,97) |
| 10.000 meter             | Nils van der Poel                                 | Zweden          | 12.30,74 | 11-02-2022 | Peking         | 400m: 0.34,81 - (34,81) 800m: 1.04,41 - (29,60) 1200m: 1.34,79 - (29,60) 1600m: 2.04,89 - (30,38) 2000m: 2.35,15 - (30,26) 2400m: 3.05,25 - (30,10) 2800m: 3.35,29 - (30,04) 3200m: 4.05,29 - (30,00) 3600m: 4.35,40 - (30,11) 4000m: 5.05,42 - (30,02) 4400m: 5.35,52 - (30,10) 4800m: 6.05,42 - (29,90) 5200m: 6.35,48 - (30,06) 5600m: 7.05,43 - (29,95) 6000m: 7.35,42 - (29,99) 6400m: 8.05,29 - (29,87) 6800m: 8.35,12 - (29,83) 7200m: 9.05,00 - (29,88) 7600m: 9.34,76 - (29,76) 8000m: 10.04,40 - (29,64) 8400m: 10.34,26 - (29,86) 8800m: 11.03,77 - (29,51) 9200m: 11.33,23 - (29,46) 9600m: 12.02,14 - (28,91) 10.000m: 12.30,74 - (28,60) |
| Achtervolging (8 ronden) | Daniil Aldosjkin Sergej Trofimov Roeslan Zacharov | Russische ploeg | 3.36,62  | 15-02-2022 | Beijing        | 0,5: 17,95 - (17,95) 1,0: 31,25 - (13,30) 1,5: 44,25 - (13,00) 2,0: 57,25 - (13,00) 2,5: 1.10,28 - (13,03) 3,0: 1.23,35 - (13,07) 3,5: 1.36,51 - (13,16) 4,0: 1.49,76 - (13,25) 4,5: 2.02,94 - (13,18) 5,0: 2.16,10 - (13,16) 5,5: 2.29,31 - (13,21) 6,0: 2.42,50 - (13,19) 6,5: 2.55,96 - (13,46) 7,0: 3.09,39 - (13,43) 7,5: 3.22,96 - (13,56) 8,0: 3.36,62 - (13,66) |

## Vrouwen
| Afstand                  | Schaatsster                                       | Nationaliteit | Tijd    | Datum      | Baan      | Rondetijden |
| ------------------------ | ------------------------------------------------- | ------------- | ------- | ---------- | --------- | --- |
| 500 meter                | Nao Kodaira                                       | Japan         | 36,94   | 18-02-2018 | Gangneung | 100m: 10,26 - (10,26) 500m: 36,94 - (26,68) |
| 1000 meter               | Miho Takagi                                       | Japan         | 1.13,19 | 17-02-2022 | Beijing   | 200m: 0.17,60 - (17,60) 600m: 0.44,48 - (26,88) 1000m: 1.13,19 - (28,71) |
| 1500 meter               | Ireen Wüst                                        | Nederland     | 1.53,28 | 07-02-2022 | Beijing   | 300m: 0.25,51 - (25,51) 700m: 0.53,37 - (27,76) 1100m: 1.22,47 - (29,10) 1500m: 1.53,28 - (30,81) |
| 3000 meter               | Irene Schouten                                    | Nederland     | 3.56,93 | 05-02-2022 | Beijing   | 200m: 0.19,97 - (19,97) 600m: 0.50,42 - (30,45) 1000m: 1.21,43 - (31,01) 1400m: 1.52,56 - (31,13) 1800m: 2.23,61 - (31,05) 2200m: 2.54,67 - (31,06) 2600m: 3.26,07 - (31,40) 3000m: 3.56,93 - (30,86) |
| 5000 meter               | Irene Schouten                                    | Nederland     | 6.43,51 | 10-02-2022 | Beijing   | 200m: 0.20,34 - (20,34) 600m: 0.52,23 - (31,89) 1000m: 1.24,58 - (32,35) 1400m: 1.57,04 - (32,46) 1800m: 2.29,08 - (32,04) 2200m: 3.01,38 - (32,30) 2600m: 3.33,28 - (31,90) 3000m: 4.05,30 - (32,02) 3400m: 4.37,11 - (31,81) 3800m: 5.08,97 - (31,86) 4200m: 5.40,71 - (31,74) 4600m: 6.12,33 - (31,62) 5000m: 6.43,51 - (31,18) |
| Achtervolging (6 ronden) | Ivanie Blondin Valérie Maltais Isabelle Weidemann | Canada        | 2.53,44 | 15-02-2022 | Peking    | 0,5: 18,91 - (18,91) 1,0: 32,80 - (13,89) 1,5: 46,42- (13,62) 2,0: 1.00,19 - (13,77) 2,5: 1.14,03 - (13,84) 3,0: 1.28,06 - (14,03) 3,5: 1.42,32 - (14,26) 4,0: 1.56,39 - (14,07) 4,5: 2.10,50 - (14,11) 5,0: 2.24,71 - (14,21) 5,5: 2.38,97 - (14,26) 6,0: 2.53,44 - (14,47)                                                       |